# Lithobius lobifer
Lithobius lobifer är en mångfotingart som först beskrevs av Chamberlin 1952.  Lithobius lobifer ingår i släktet Lithobius och familjen stenkrypare.
Artens utbredningsområde är Turkiet. Inga underarter finns listade i Catalogue of Life.